# جرمی پارگو
جرمی پارگو (انگلیسی: Jeremy Pargo؛ زادهٔ ۱۷ مارس ۱۹۸۶) بازیکن بسکتبال اهل ایالات متحده آمریکا است.
از باشگاه‌هایی که در آن بازی کرده‌است می‌توان به کلیولند کاوالیرز، ممفیس گریزلیز، و فیلادلفیا سونتی‌سیکسرز اشاره کرد.
وی در مسابقات کشوری و بین‌المللی در مجموع برندهٔ ۱ مدال برنز شده‌است.